# Wolfgang Hanisch
Wolfgang Hanisch (n. 6 martie 1951, Großkorbetha, Saxonia-Anhalt, Germania) este un aruncător de suliță ce a reprezentat Germania, medaliat olimpic. A participat la o ediție a Jocurilor Olimpice (1980) în care a câștigat medalia de bronz.

## Palmares
| An   | Competiție                      | Locație                      | Loc | Note    |
| ---- | ------------------------------- | ---------------------------- | --- | ------- |
| 1970 | Campionatul European de Juniori | Paris, Franța                | 3   | 73,22 m |
| 1971 | Campionatul European            | Helsinki, Finlanda           | 3   | 84,22 m |
| 1973 | Cupa Europei                    | Edinburgh, Marea Britanie    | 6   | 74,24 m |
| 1974 | Campionatul European            | Roma, Italia                 | 2   | 85,46 m |
| 1977 | Cupa Europei                    | Helsinki, Finlanda           | 4   | 79,04 m |
| 1977 | Cupa Mondială                   | Düsseldorf, Germania de Vest | 2   | 84,28 m |
| 1978 | Campionatul European            | Praga, Cehoslovacia          | 3   | 87,66 m |
| 1979 | Cupa Europei                    | Torino, Italia               | 1   | 88,68 m |
| 1979 | Cupa Mondială                   | Montréal, Canada             | 1   | 86,48 m |
| 1980 | Jocurile Olimpice               | Moscova, Uniunea Sovietică   | 3   | 86,72 m |